# Vela (constelação)
Vela (Vel), o Velame, é uma constelação do hemisfério celestial sul. O genitivo, usado para formar nomes de estrelas, é Velorum.
As constelações vizinhas são a Máquina Pneumática, a Bússola, a Popa, a Quilha e o Centauro. Nessa constelação está localizado o pulsar de Vela: uma estrela de nêutrons que está a cerca de oitocentos anos-luz da Terra e cujo período de rotação é de cerca de um décimo de segundo.

## Principais estrelas
- Kappa Velorum